# Nigel Balchin
Pour les articles homonymes, voir Balchin.
Nigel Balchin (3 décembre 1908 – 17 mai 1970), est un écrivain et scénariste anglais.

## Biographie
Nigel Marlin Balchin  naquit à Potterne, dans le Wiltshire de William et Ada Balchin. Il fit des études secondaires au lycée de Dauntsey (Dauntsey's School) puis des études supérieures à Peterhouse, Cambridge, où il obtint une bourse et se distingua dans l'étude des sciences naturelles. Il travailla ensuite pour l'Institut national de psychologie industrielle (National Institute of Industrial Psychology) entre 1930 et 1935, appelé notamment comme consultant auprès de l'entreprise Rowntree's où il contribua efficacement à la conception et au marketing des chocolats Black Magic, et, selon lui, fut responsable du succès des marques Aero et Kit Kat.  
Il publia des articles dans le magazine  Punch, publia sous le pseudonyme de Mark Spade, et écrivit des romans sous son propre nom. Pendant la seconde guerre mondiale il fut affecté au ministère du Ravitaillement puis devint un conseiller scientifique écouté et fut promu au rang de brigadier.
En 1956, il s'installa à l'étranger afin d'écrire des scénarios pour  le cinéma, mais souffrant d'un problème d'alcoolisme de plus en plus sérieux il regagna la Grande-Bretagne en 1962. Il mourut en 1970 dans une clinique de Hampstead  où il fut inhumé.  

## Œuvre
Ses romans jouirent un temps d'une grande popularité, pendant et juste après la seconde guerre mondiale, avec des œuvres telles que Darkness Falls From the Air (Les Ténèbres tombent du ciel), The Small Back Room (La Petite Pièce du fond) et  Mine Own Executioner (Mon Propre Bourreau) L'action de Darkness Falls From the Air se déroule pendant les bombardements de Londres et fut rédigé à la même époque.  The Small Back Room fut adapté à l'écran par Michael Powell & Emeric Pressburger. A Way Through the Wood fut adapté pour la scène sous le titre Waiting for Gillian, et pour le cinéma en  2005 (Separate Lies). 
En tant que scénariste il travailla sur un premier jet du film  Cléopâtre mais son nom reste principalement attaché à L'Homme qui n'a jamais existé (The Man Who Never Was), pour lequel il reçut le BAFTA du meilleur scénario, et La Merveilleuse Histoire de Mandy, l'histoire d'une petite fille sourde.

## Famille
Balchin se maria deux fois, d'abord en 1933 à Elisabeth Evelyne Washe, fille de l'écrivain Douglas Waalshe  qu'il avait connue à Cambridge où elle étudiait l'anglais et dont il divorça en 1951  . Ils eurent deux enfants, 
1. Prudence Ann Balchin (1934)[5], qui épousa le scénariste de  Z-Cars John Hopkins et dirigea un zoo prospère pendant des années.
2. Penelope Jane Balchin (1937)[6], plus connue comme spécialiste de la petite enfance sous le titre de docteur Penelope Leach, veuve du journaliste scientifique Gerald Leach (1933–2004)[7]
3. Freja Mary Balchin (1944)[8],

Son premier mariage prit fin à la suite d'un épisode échangiste avec l'artiste Michael Ayrton et sa compagne  Joan. Elisabeth demanda le divorce pour épouser Ayrton en 1952. 
En 1953 il épousa en secondes noces Yovanka Zorana Tomich dont il eut :
1. Charles Zoran Marlin Balchin (1955)[10], qui s'est illustré dans le monde du sport et de la télévision
2. Cassandra Marlin Balchin (1962-2012)[11], qui fut une autorité sur les droits des femmes sous la loi islamique.

### Sous le pseudonyme de Mark Spade
- How to Run a Bassoon Factory; or Business Explained (1934)
- Business for Pleasure (1935)
- Fun and Games - How to Win at Almost Anything (1936)
- How to Run a Bassoon Factory and Business for Pleasure (1950)

### Romans signés Nigel Balchin
- No Sky (1934)
- Simple Life (1935)
- Lightbody on Liberty (1936)
- Darkness Falls from the Air (1942)
- The Small Back Room (1943), adapté pour l'écran en 1949
- Mine Own Executioner (1945), adapté en 1947
- Lord, I Was Afraid (1947)
- The Borgia Testament (1948)
- A Sort of Traitors (1949), adapté pour l'écran en 1960
- A Way Through the Wood (1951), adapté pour le théâtre (Waiting for Gillian), et le cinéma en  2005 (Separate Lies).
- Sundry Creditors (1953)
- The Fall of the Sparrow (1955)
- Seen Dimly Before Dawn (1962)
- In the Absence of Mrs. Petersen (1966)
- Kings of Infinite Space (1967)

### Scénarios
- Fame is the Spur (film) (1947)
- Mine Own Executioner (1947)
- Mandy (1952)
- The Malta Story (1953)
- Josephine and Men (1955)
- L'Homme qui n'a jamais existé (1955)
- The Leader of the House (written for TV 1955)
- À vingt-trois pas du mystère (1956)
- Le Barbare et la Geisha (non cité au générique 1958)
- L'Ange Bleu (The Blue Angel) (1959)
- Suspect (1960)
- Circle of Deception (1960)
- Le Cavalier noir (1961)
- Barabbas (1961)
- The Hatchet Man (written for TV 1962)
- Cléopâtre (non cité au générique, 1963)
- Better Dead (pour la télévision, 1969)

### autres
- Income and Outcome (1936)
- The Aircraft Builders (1947)
- The Anatomy of Villainy (1950)
- Last Recollections of My Uncle Charles (1954), récits
- The Worker in Modern Industry (1954)
- Fatal Fascination (1964) essays by Balchin and three other writers